# 采諾沃 (魯塞州)
43°32′N 25°39′E / 43.533°N 25.650°E
采諾沃，是保加利亞中北部魯塞州采諾沃市鎮的村庄及行政中心，面積47.5平方公里，海拔高度52米，2015年人口1,635，人口密度每平方公里34.42人。